# Елина, Ульяна Алексеевна
Ульяна Алексеевна Елина (IF; род. 26 октября 1980, Москва) — российская певица, композитор и актриса.

## Биография
Песни с вокалом Ульяны Елиной вошли в саундтреки к таким фильмам как «Бумер», «Мама, не горюй — 2», «Ночной дозор» и т. д.
На первой церемонии RAMP 2004—2005 победила в категории «Вокал года», как фронт-вумен коллектива Слот и выступила перед 10000 аудиторией в спорткомплексе «Лужники». Как вокалистка Слот участвовала в нескольких программах МТВ Россия.
С 2003 работала с группой Слот. В 2004—2006 была официальной солисткой группы. Покинула группу по личным разногласиям с коллективом. Альбом с её участием «2 войны» 2006 года вышел за месяц до того, как она покинула группу. Позже альбом был переиздан с новой солисткой Дарией Нуки. Путаница с переизданием данного альбома привела к тому, что композиции, использованные в кинолентах, также имеют различные вокальные партии.
Группа долгое время скрывала сотрудничество с певицей, хотя оно продолжалось около 3 с половиной лет, а после ухода Елиной и вовсе не упоминает её в своей биографии. Официально Елина стала вокалисткой группы после концерта в московском клубе «Авалон» 1 февраля 2004 года, через полтора года с момента начала сотрудничества со «Слот».
Елина являлась соавтором музыки в композиции «Колыбельная» и соавтором текстов в композициях «2 войны», «7 звонков», и «Пластика». Но  её имя упомянуто лишь на первом издании альбома. Позже во время перезаписи пластинки с новой вокалисткой, тексты, написанные Елиной, были заменены.
Вместе с группой "Слот" Елиной была записана песня к фильму «Ночной дозор» с одноимённым названием, вошедшую в неофициальный саундтрек «Ночной дозор» и официальный саундтрек фильма «Дневной дозор».
На англоязычную версию данной композиции «Night Watch» есть неоконченная версия анимационного клипа, автором сценария и художником которого выступила Наталия Елина. В создании клипа также принимали участие фанаты группы.
В 2002 году окончила Российскую таможенную академию, акультет таможенного дела. Позже работала в Таможенном комитете РФ.
Является автором идеи дизайна статуэтки премии RAMP. Являлась автором и сценаристом программы «Генетика» телеканала A-One.
С 2009 года в Чехии снимается в рекламе и кино, играет в театре. Создала программу музыкальной свадьбы, ведущая мероприятий в Праге и Европе. Поёт сольно и со своим коллективом «AURORA party band».
В 2025 году выступила на французском шоу Голос.

## Премии
- Лучший вокал RAMP 2005 телеканала A-one Первый Альтернативный музыкальный канал. Приз был вручен на первой церемонии в спорткомплексе Лужники.
- Вице-мисс конкурса красоты Краса России в 2001 году

## Фильмы
Сыграла главную женскую роль в выдвинутом от России на «Оскар» 2013 наравне со «Сталинградом» фильме Константина Фама «Туфельки», также получившем Гран-при на итальянском фестивале «Империя» и 6 статуэток Кинофестиваля в Монако — ANGEL FILM AWARD. Фильм часть трилогии, Ульяне предложена роль в продолжении картины «Брут».

## Мюзиклы
Сыграла роль Ицхака в пражской постановке рок-мюзикла «Hedwig and The Angry Inch». 
В 2013 году в пражском театре Divadlo Palace сыграла роль Светланы в мюзикле «CHESS».

## Саундтреки
- Бумер, Слот, композиция «Т. Б. П.», официальный саундтрек, 2003
- Мама, не горюй 2, композиция «Я твоя игрушка», 2005
- Ночной дозор, Слот, композиция «Ночной дозор», неофициальный саундтрек, 2005
- Дневной дозор, Слот, композиция «Ночной дозор» (aka. Воронка), официальный саундтрек, bonustrack, 2006 ????
- Охота на пиранью, Слот, композиция «2 войны», официальный саундтрек, 2006
- Стритрейсеры, Слот, композиция «Пуля» (Пули), официальный саундтрек, bonustrack, 2008

## Работа с группами
- Stress, композиция «Без тебя», 2004
- Слот, Slot 1 (переиздание), композиция «Ночной Дозор», bonustrack, 2004, Мистерия Звука
- Слот, альбом «2 войны», 2006, ЭМиНЕМ
- Приключения Электроников, альбом «А ну-ка, девушки!», композиция «Луна-луна», 2006, АиБ Рекордс
- Амели, альбом «Навсегда», композиция «My girlfriend», 2006, Навигатор Records
- Бони НЕМ, альбом «Нас не догонят», композиция «Амадеус», bonustrack, 2006, ЭМиНЕМ
- Digimortal, альбом «Клетка крови», композиции «Страшнее меня» и «Антарес», 2008, CD-MAXIMUM
- Гандурас, альбом «3 рубля», композиция «Только бы прикалывало», 2006, Мистерия Звука. Композиция «Я завязываю» (Наркота) (не вошедшая в альбом)
- Royal Elements, композции «I am going up», «Together», «Higher», кавер-версия «Toca’s miracle»

## CD
- Рок Марафон. Этап первый, CD Land, 2004: Слот, композиция «Ночной дозор»
- Официальный сборник RAMP: Russian Alternative Music Prize, 2005: Слот, композиция «Нет»

## DVD
- Официальный DVD Церемонии RAMP '04-'05 в Лужниках, A-One Records, 2006:

концертные видео песен группы Слот «Хаос» и «Бумеранг»